# Circuito cittadino di Mosca
Il circuito cittadino di Mosca è un circuito cittadino situato nella città di Mosca, capitale della Russia. È stato utilizzato dalle monoposto di Formula E nella prima stagione della categoria per l'E-Prix di Mosca.

## Tracciato
Il tracciato, che si percorre in senso antiorario, si compone di 13 curve per un totale di 2.390 metri, e si snoda nel centro della città. La partenza e l'arrivo posizionate lungo il fiume Moscova, mentre il resto del tracciato, che comprende curve a 90 gradi e tornanti a 180 gradi, passa nella zona del Cremlino, della Piazza Rossa e della cattedrale di San Basilio.